# آرچر فارمز
آرچر فارمز یک شرکت فروش آمریکایی است که با شرکت تارگت همکاری می‌کند، به عبارتی دیگر این شرکت محصولات شرکت تارگت، نظیر پوره سیب و جوی دوسر را می‌فروشد. 